# Храм Великомученика Никиты (Лужки)
Храм Великомученника Никиты в селе Строкино — приходской храм Раменского первого благочиния Коломенской епархии Русской православной церкви в деревне Лужки Раменского района, рядом с селом Строкино.

## История
Как сообщает Писцовая книга, в 1623—1624 годах церковь во имя мученика Никиты находилась в Каменском стане Московского уезда «на погосте Лужок, в вотчине Покровского девичьего монастыря, что в Суздале, деревянная» и стояла «без пения».
Никитский храм в селе Строкино построен был на заболоченном месте. Народное предание гласит, что некогда в можжевеловом кусте на болоте была обнаружена Икона Святого Великомученика Никиты. Местные жители хотели было построить церковь неподалёку на более возвышенном месте, но икона чудесным образом возвращалась обратно. Храм был возведен там, где первоначально явился образ Святого. Самые ранние сведения о церкви Святого Христова мученика Никиты относятся к началу XVII века. Церковь была деревянная и стояла без пения. В середине XIX века церковь обветшала. Прихожане во главе с церковным старостой стали хлопотать о строительстве нового каменного храма.
Новый храм, существующий и поныне, построили к 1864 году с двумя зимними приделами: во имя святого Архистратига Михаила и святителя Николая. Сохранился резной, вызолоченный и крашеный кармином иконостас. Храм получил большой колокол весом в 209 пудов 10 фунтов. Стараниями причта к 1893 году были отстроены собственные деревянные дома для священно-церковнослужителей.
При церкви имелись постройки: церковно-приходская школа, сторожка и сарай. Никитский храм превратился в начале XX века в центр образования для всей округи.

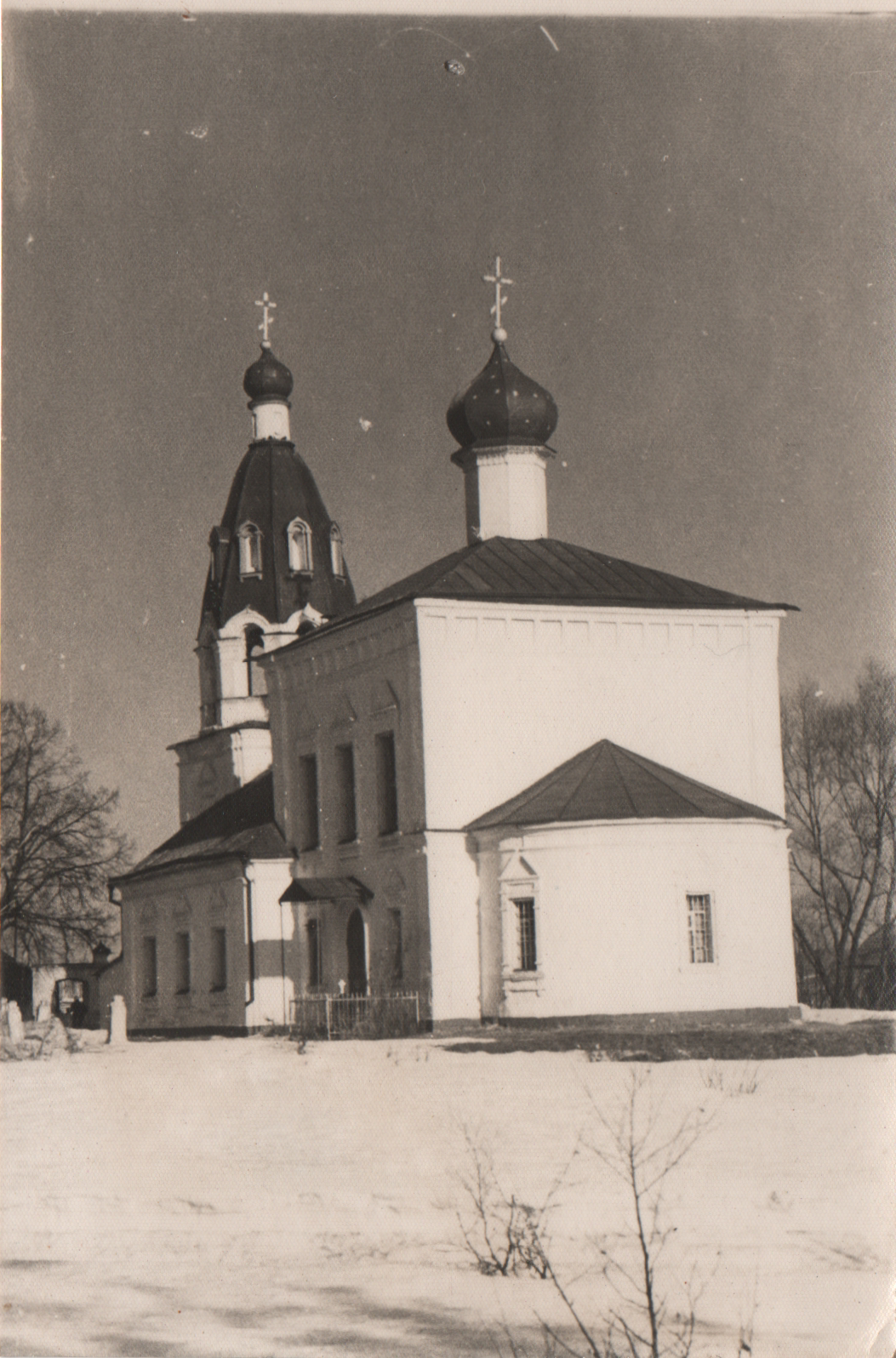
Старинное фото храма

Неподалёку от храма находится источник святого великомученика Никиты, на котором раньше служились водосвятные молебны.
Первые гонения на Никитскую церковь начались после большевистского переворота. В 1922 году из храма было конфисковано большое серебряное распятье и ценные оклады с икон. Отправлены были на переплавку и бронзовые купола. Колокол в 209 пудов был разбит большевиками. В такой обстановке жизнь Никитского прихода стала очень сложной. Многие местные жители боялись ходить в храм. Но усилиями прихожан церковь была спасена от закрытия и разрушения. После войны Никитский храм вновь находится под пристальным вниманием властей. Советские чиновники неоднократно пытались полностью прекратить жизнь церкви.
Середина 80-х годов стала возрождением церкви Великомученика Никиты в селе Строкино и духовной жизни в округе. Усилиями настоятелей и прихожан храм отреставрирован снаружи, позолочены купола, восстановлены настенные росписи и деревянная резьба иконостасов.